# Реско (гмина)
Реско (пол. Resko) — гмина (волость) в Польше, входит как административная единица в Лобезский повет, Западно-Поморское воеводство. Население — 8270 человек (на 2013 год).

## Расположение гмины в повете

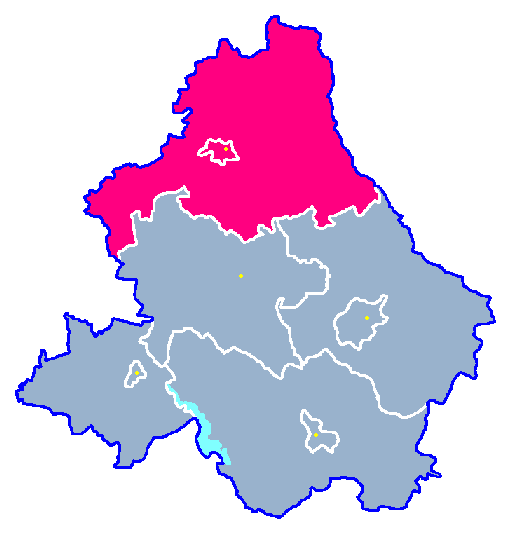
Гмина Resko (красный цвет)

## Перечень местности в гмине
Солэцтва в гмине:
Гардзин, Шпили, любления Нижний, Лабунь Большой, Лососьница, Луговина, Полицко (пжисиулэк), Прусим, Пжемыслав, Сивковице, Старогард.
Дорово, Годзишево, Люборадз, Лабунь Маленький, Пески, Сенно, Сосново, Старик Добжица, Тачалы.
Бэзмосьце, Коморово, Кросино, любления Верхний, Лагевники, Милогощ, Молстово, Нацьмеж, Поромбка, Потулины, Словиково, Смульско, Жежино, Лососьничка, Мокронос, Сомпулько, Соснувко, Треск, Гоздно, Ожешково, Столонжек, Сьвекотки, Сьвенцехово.